# Trupanea bisetosa
Trupanea bisetosa är en tvåvingeart som först beskrevs av Daniel William Coquillett 1899.  Trupanea bisetosa ingår i släktet Trupanea och familjen borrflugor. Inga underarter finns listade i Catalogue of Life.